# 고성동
고성동(古城洞)은 대한민국 대구광역시 북구의 행정동이다.

## 유래
흙으로 축조되었던 대구읍성이 임진왜란 후에 석조로 개축되어 1906년 박중양에 의해 허물 때까지 대구부성으로 대구를 수호하였다. 고성(古城)은 대구성에 연유하고 있으며, 일설에는 신라중엽 김유신이 백제 군과 싸웠던 토성에 연유하였다고도 한다.

## 시설
- 대구시민운동장 야구장
- DGB대구은행파크

## 주거
| 단지명                     | 건설사         | 시행사                            | 주소                          | 입주       | 비고            |
| -------------------------- | -------------- | --------------------------------- | ----------------------------- | ---------- | --------------- |
| 오페라 센텀파크 서한이다음 | ㈜서한         | ㈜신한자산신탁 ㈜고성더하우스     | 북구 고성로37길 1 (고성동3가) | 2023년 9월 |                 |
| 대구역 오페라 더블유       | 아이에스동서   | 아이에스동서                      | 북구 칠성남로 50 (고성동1가)  |            |                 |
| 힐스테이트 대구역 오페라   | 현대건설       | ㈜고성개발산업                    | 북구 칠성남로 30 (고성동1가)  | 2024년 3월 |                 |
| 오페라 트루엘 시민의숲     | 일성건설       | 광명아파트 주택재건축정비사업조합 | 북구 고성북로 34 (고성동3가)  |            | 고성광명 재건축 |
| 오페라 스위첸              | ㈜케이씨씨건설 | ㈜리건인베스트먼트피에프브이      | 북구 칠성남로 70 (고성동1가)  |            |                 |

## 교통
- 234, 836, 북구3